# Antonie Hegerlíková
Antonie Hegerlíková (27. listopadu 1923 Bratislava – 11. prosince 2012 Praha) byla česká herečka a divadelní pedagožka, od roku 1946 členka hereckého souboru Divadla na Vinohradech v Praze.

## Život
V roce 1943 ukončila studium herectví na Pražské konzervatoři a své první angažmá zažila v Divadle E. F. Buriana. Poté následovala krátká angažmá na dalších dvou pražských scénách. (V roce 1943 zaznamenal tisk její roli Markéty v inscenaci Faust v Divadélku ve Smetanově muzeu.)  V letech 1946 až 2004 byla členkou činoherního souboru Vinohradského divadla, kde za ta léta vytvořila zhruba výrazných 200 divadelních postav. Výrazně se rovněž uplatnila ve filmu, televizi, rozhlase a v dabingu.
Herectví vyučovala na Vyšší odborné škole herecké v Praze.
Jejím prvním manželem byl divadelní režisér, teoretik a scénograf Antonín Dvořák, se kterým měla dceru Antonii. Druhým manželem byl herec kladenského divadla Karel Fridrich.

## Ocenění
- 1958 Laureátka Státní ceny
- 1966 titul zasloužilá umělkyně
- 1992 Senior Prix
- 1999 a 2004 Cena Thálie
- 2008 Cena Františka Filipovského za celoživotní mistrovství v dabingu

## Divadelní role, výběr
- 1947 William Shakespeare: Sen noci svatojánské, Hermie, Egeova dcera, zamilovaná do Lysandra, Divadlo na Vinohradech, režie Jiří Frejka
- 1952 Samed Vurgun: Východ slunce, Mechriban, Divadlo čs. armády, režie Jan Škoda
- 1971 Karel Čapek: R.U.R., Nána, Divadlo na Vinohradech, režie Stanislav Remunda
- 1979 Lillian Hellmanová: Lištičky, Addie, Divadlo na Vinohradech, režie Stanislav Remunda

## Rozhlasové role
- 2002 Thomas Bernhard: Minetti. Portrét umělce jako starého muže (Minetti. Ein Portrait des Künstlers als alter Mann). 1977, Český rozhlas, úprava a režie Josef Henke, překlad: Josef Balvín, osoby a obsazení: Minetti (Otomar Krejča), Dáma (Antonie Hegerlíková), dívka (Anna Suchánková), Hotelový vrátný (Soběslav Sejk), Hotelový sluha (Miroslav Masopust), Muž se psí maskou (Jiří Klem), lilipután + maškara + harmonika (Petr Šplíchal), Opilec + maškara (Josef Plechatý), starý kulhající muž (Josef Henke), Maškara + dívčin přítel (Viktor Dvořák), Maškary (Dana Verzichová, David Švehlík, Aleš Pospíšil, Jaroslav Slánský, Jana Stryková, Vladimír Senič a Jiří Litoš) a hlášení (Světlana Lavičková)[4]

## Filmografie

### Televize
- 2006 Nevlastní bratr
- 1997 Četnické humoresky (seriál)
- 1991 Princezna Fantaghiró
- 1991 Proč pláčeš, břízo bílá
- 1989 Démantový déšť
- 1987 Pojď, dáme sbohem žízni
- 1981 Drž se rovně, Kačenko
- 1981 Velitel (seriál)
- 1981 V zámku a podzámčí
- 1980 Oddělení zvláštní péče
- 1980 Scapinova šibalství
- 1978 Otec nebo bratr
- 1975 Matka (seriál)
- 1974 Motiv pro vraždu
- 1974 V každém pokoji žena
- 1971 Dlouhý podzimní den
- 1971 F. L. Věk (seriál)
- 1971 Kat nepočká
- 1971 Lidé na křižovatce
- 1971 Romeo a Julie na konci listopadu
- 1970 Alexandr Dumas starší
- 1970 Dlouhá bílá nit
- 1968 Zločin pátera Amara
- 1967 Sedmero krkavců

### Film
- 1943 Bláhový sen
- 1949 Dva ohně
- 1949 Žízeň
- 1950 Přiznání
- 1950 Vstanou noví bojovníci
- 1950 Zocelení
- 1951 Akce B
- 1952 Konec strašidel
- 1952 Nástup
- 1952 Velké dobrodružství
- 1958 Dnes naposled
- 1961 Králíci ve vysoké trávě
- 1965 Puščik jede do Prahy
- 1970 Svatá hříšnice
- 1971 Babička I., II.
- 1972 Slečna Golem
- 1967 Markéta Lazarová
- 1970 Svatá hříšnice
- 1981 Smrt černého krále
- 1981 Svatba bez prstýnku
- 1987 O princezně Jasněnce a létajícím ševci
- 1995 Fany!!
- 1999 Početí mého mladšího bratra
- 2009 Pamětnice